# هيلين شميت
هيلين شميت (بالفرنسية: Hélène Schmitt)‏ هي عازفة كمان فرنسية، ولدت في القرن العشرين.

## وصلات خارجية
- هيلين شميت على موقع ميوزك برينز (الإنجليزية)
- هيلين شميت على موقع أول ميوزيك (الإنجليزية)
- هيلين شميت على موقع ديسكوغز (الإنجليزية)